# Vlastimil Koubek
Vlastimil Koubek (17. března 1927 Brno – 15. února 2003 Arlington, Virginie) byl český architekt žijící ve Spojených státech amerických.
Narodil se v Brně a studoval architekturu na VUT. Po dokončení studií pracoval pro různé firmy jako architekt kancelářských budov. V říjnu roku 1948 emigroval do Spojeného království. Zde se setkal se svou pozdější manželkou, která sem odjela z Prahy. Roku 1952 spolu odjeli do New Yorku, kde roku 1957 založil vlastní architektonickou firmu Koubek Architects. Je například architektem budovy Legg Mason Building v Baltimoru. Zemřel v roce 2003 na rakovinu.